# Langenordnach
Langenordnach (auch Ordnachtal, alemannisch d’Orne, hist. auch Vallis Nordera) ist eine Talsiedlung bzw. eine ehemalige Gemeinde im Hochschwarzwald, die 1974 zu einem Ortsteil der Stadt Titisee-Neustadt wurde, sich jedoch noch immer als eigenständig versteht. Die Streusiedlung ist land- und forstwirtschaftlich geprägt und war im 18. Jahrhundert für ihren Uhren- und Geigenbau bekannt.

## Geschichte

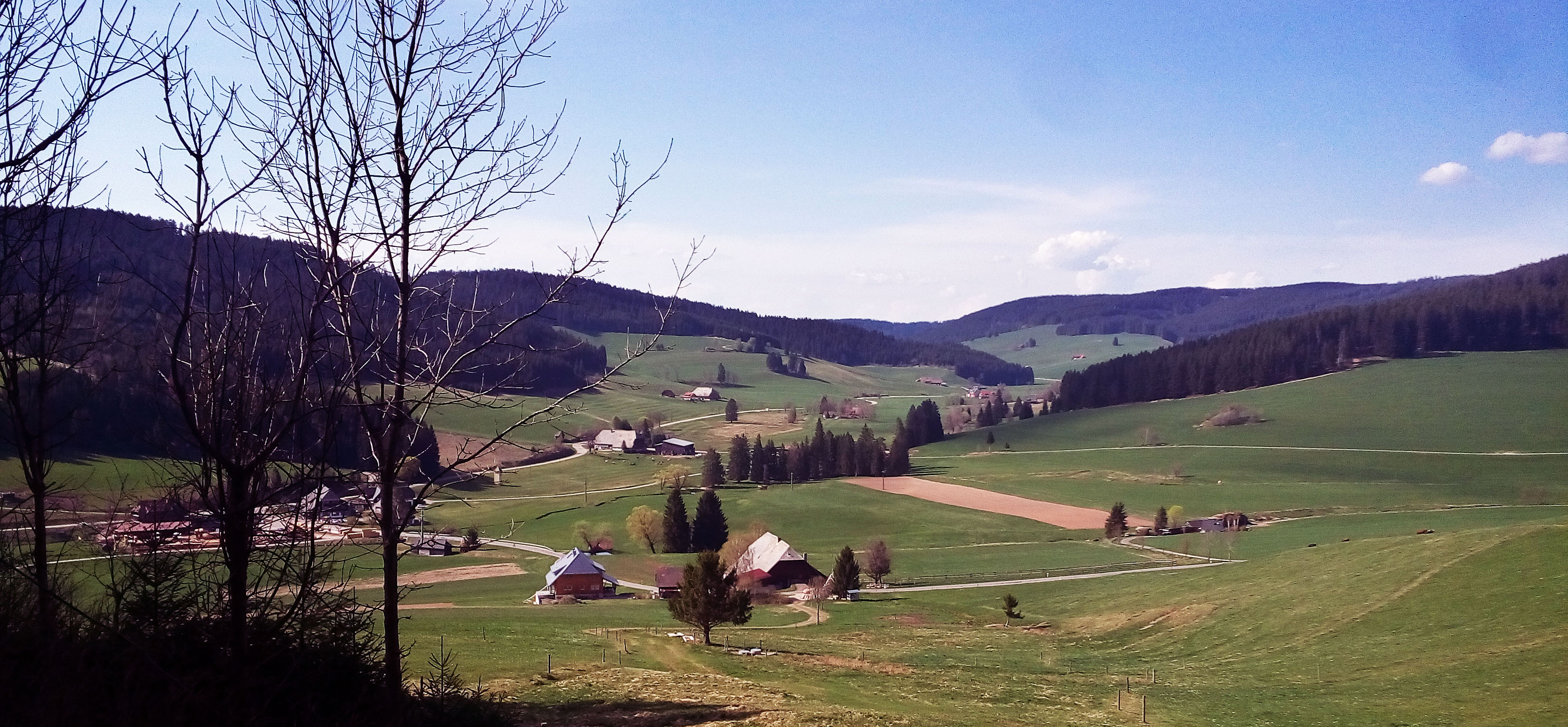
Blick vom östlichen Fuß der Rau ins Untertal von Langenordnach

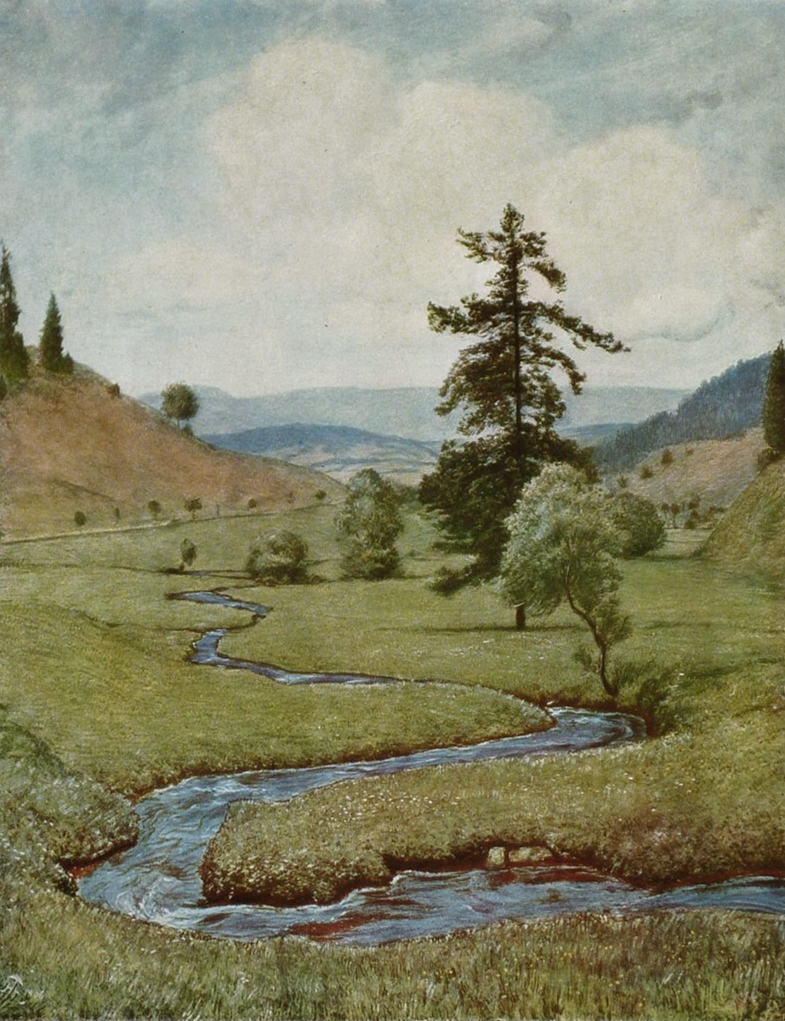
Das Gemälde „Das wandernde Bächlein“ von Hans Thoma (1839–1924) zeigt den Taleingang von Langenordnach

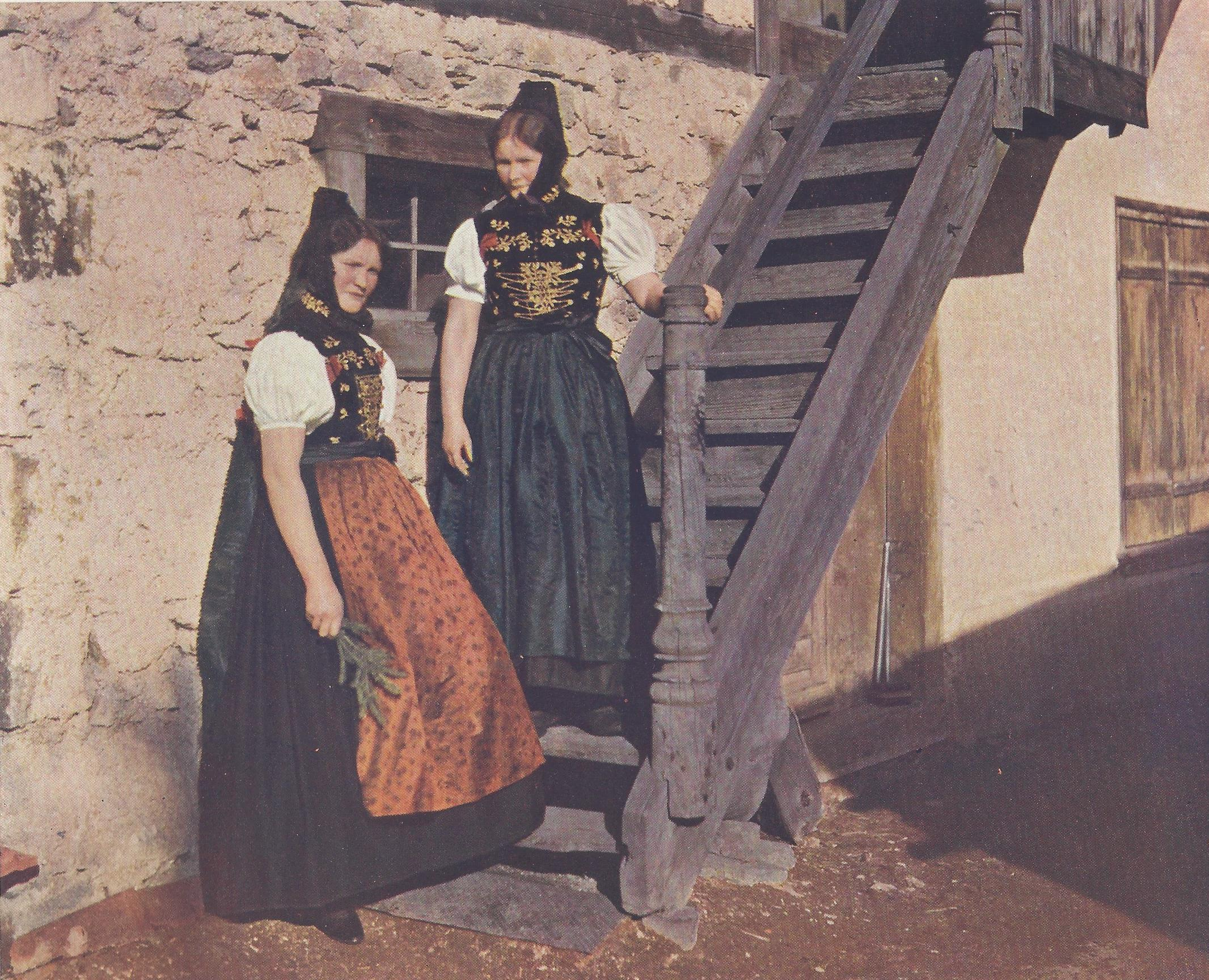
Die traditionelle Tracht wird noch heute zu festlichen Anlässen getragen

Am 27. Dezember 1111 wurde die Ortschaft als Vallis Nordera erstmals urkundlich erwähnt, Quelle dafür ist der Rotulus Sanpetrinus. Es finden sich jedoch Hinweise auf frühere keltische Kultstätten und Grabmale. Um 1265 warb das Nonnenkloster in Friedenweiler Bauern zur Rodung und Besiedlung des Tales an. Daraufhin legten die Klöster St. Peter, Besitzer des Nachbarortes Waldau sowie weitere Klöster gerichtlich die noch heute gültigen Grenzmarkierungen der Gemeinde fest. Aus diesem Grund verlief von 1525 bis 1806 die Staatsgrenze zwischen Vorderösterreich und dem Fürstentum Fürstenberg zwischen den Gemeinden Langenordnach und Waldau.
1529 wurden in Langenordnach 16 Häuser erwähnt, gemeint sind geschlossene landwirtschaftliche Hofgüter. 15 davon bestehen noch heute und bestimmen Struktur und Wirtschaft des Ortes. Die Entstehung der noch heute verwendeten Hof- und Familiennamen kann zwischen dem 14. und 18. Jahrhundert beobachtet werden. 1731 erhielt das Tal eine eigene Kapelle, welche dem Heiligen Wendelin geweiht und 1971 durch einen Neubau ersetzt wurde. Seit 1784 besaß Langenordnach eine eigene Schule.
1664 wurde im Nachbarort Waldau die erste Schwarzwalduhr gebaut, woraufhin auch in Langenordnach eine lange Tradition des Uhrmacherhandwerks begann. Im 18. Jahrhundert gewann die Produktion der Uhren weiter an Bedeutung, Erzeugnisse wurden in ganz Europa bis nach England verkauft, wo mehrere Langenordnacher Familien Uhrengeschäfte eröffneten. Zur selben Zeit wurden im Tal auch Geigen gebaut und in ganz Europa vertrieben. Besondere Bekanntheit erlangte die Geigenbauerfamilie Straub.
Nachdem sich im Rahmen der Gebietsreform in Baden-Württemberg ab 1971 alle umliegend angrenzenden Ortschaften zusammengeschlossen hatten, wurde auch Langenordnach am 1. Januar 1974, unter umstrittenen Umständen und gegen den Willen der Bevölkerung, Stadtteil der neugebildeten Stadt Titisee-Neustadt. 2012 hatte der Ortsteil 254 Einwohner.

## Heute
Die Streusiedlung Langenordnach besteht vor allem aus Land- und Forstwirtschaft, des Weiteren spielen Tourismus und Sport eine große Rolle. Seit 2014 ist es offiziell als Erholungsort anerkannt.
15 der im 16. Jahrhundert dokumentierten Großgehöfte bestehen noch immer, die traditionellen Heidenhausform ist bei vielen noch erhalten, außerdem zahlreiche Nebengebäude, Hofsägen, Mühlen und Hofkapellen. Auch befinden sich fast alle Hofgüter bis heute im ursprünglichen Familienbesitz, oft sogar gleichen Familiennamens.
Das Tal besitzt drei Gasthöfe und ein Hotel sowie zahlreiche Pensionen, außerdem Wanderwege, einen Sportplatz, eine eigene Kapelle mit Friedhof und Kneipp-Einrichtungen, ferner eine eigene Feuerwehr. Außerdem gibt es einen Narren-, Skisport- sowie einen Fußballverein. Im Winter ist eine Skilanglaufloipe in Betrieb, außerdem finden zahlreiche Wintersportveranstaltungen statt.
Bürgerinitiativen sorgen für regelmäßige Veranstaltungen und Turniere, außerdem für den Erhalt des Ortszentrums und die Führung einer Chronik. Ein umfangreiches Vereinsleben stärkt auch unter Jugendlichen kulturelles Selbstbewusstsein.
Gemeinsam mit dem Nachbarort Waldau teilt sich Langenordnach eine eigene Grundschule.

## Sprache
In Langenordnach wird Alemannisch gesprochen, was dem mittelhochdeutschen, schweizerischen und schwäbischen ähnlich ist und französische Lehnwörter enthält. Die Bevölkerung ist großteils alemannisch-germanischer Abstammung.

## Geografie
Der Stadtteil Langenordnach liegt im Tal des Baches Ordnach, der im nördlichen Nachbarstadtteil Waldau seinen Lauf beginnt und dann die Streusiedlungsflur von Langenordnach in einem Sohlental mit nur mäßig geneigten Hängen in alter danubischer Richtung südost- bis südwärts durchläuft, um danach im Stadtteil Neustadt von links in die hier noch Gutach genannte Wutach zu münden. Die Gemarkung, deren Grenzen recht genau den Wasserscheiden auf den talbegleitenden Höhen folgen, erstreckt sich etwa 6 km weit südsüdostwärts, erreicht quer nirgends eine Breite von 2,5 km und liegt zur Gänze im Landschaftsschutzgebiet Titisee-Neustadt.
Berge in oder am Rand der Gemarkung sind etwa die Rauh und die Fehrn. Nachbartäler sind das westlich benachbarte, parallel zur Langenordnach verlaufende Jostal (alemannisch auch Welsche Orne genannt), das Tal der aus beiden Bächen entstehenden Ordnach bis Hölzlebruck und das von Osten einmündende Nebental von Schwärzenbach. 55 % der Gemarkungsfläche, vorwiegend die höheren Lagen, sind von Nadelwald bedeckt. Die komplette Fläche wird land- und forstwirtschaftlich genutzt.
Geschützte Tierarten in Langenordnach sind beispielsweise der Raufußkauz und das Auerwild.

## Sonstiges
Wahrzeichen des Ortes ist die alte Eiche oder Wendelinus-Eiche, welche bereits im 12. Jahrhundert gepflanzt worden sein soll. Auf einer Höhe von genau 900 m. ü. NN ist sie die am höchsten gelegene Eiche Deutschlands.
Das Gemälde Das wandernde Bächlein (1906) von Hans Thoma entstand in Langenordnach und zeigt eine noch heute existierende Fichte an der Südgrenze des Tales.
Der historische Roman Geigenholz der Autorin Birgit Hermann spielt teilweise im Langenordnach des 17. Jahrhunderts.

## Persönlichkeiten
- Jakob Kleiser (* um 1600), Vogt
- Simon Straub (* 1662), Geigenbauer (Alemannische Schule)
- Lorenz Kleiser (* 1712), Uhrmacher
- Johann Georg Scherzinger (* 1814), Uhrmacher und Uhrenhändler in London
- Anton Straub (* 1865), Bürgermeister und Autor
- Simon Stiebjahn (* 1990), Mountainbiker, Marathon-Europameister
- Ramona Straub (* 1993), Skispringerin, Olympiateilnehmerin, Weltmeisterin im Team
- Johanna Knöpfle (* 1999), Skilangläuferin